# Vådabekämpning

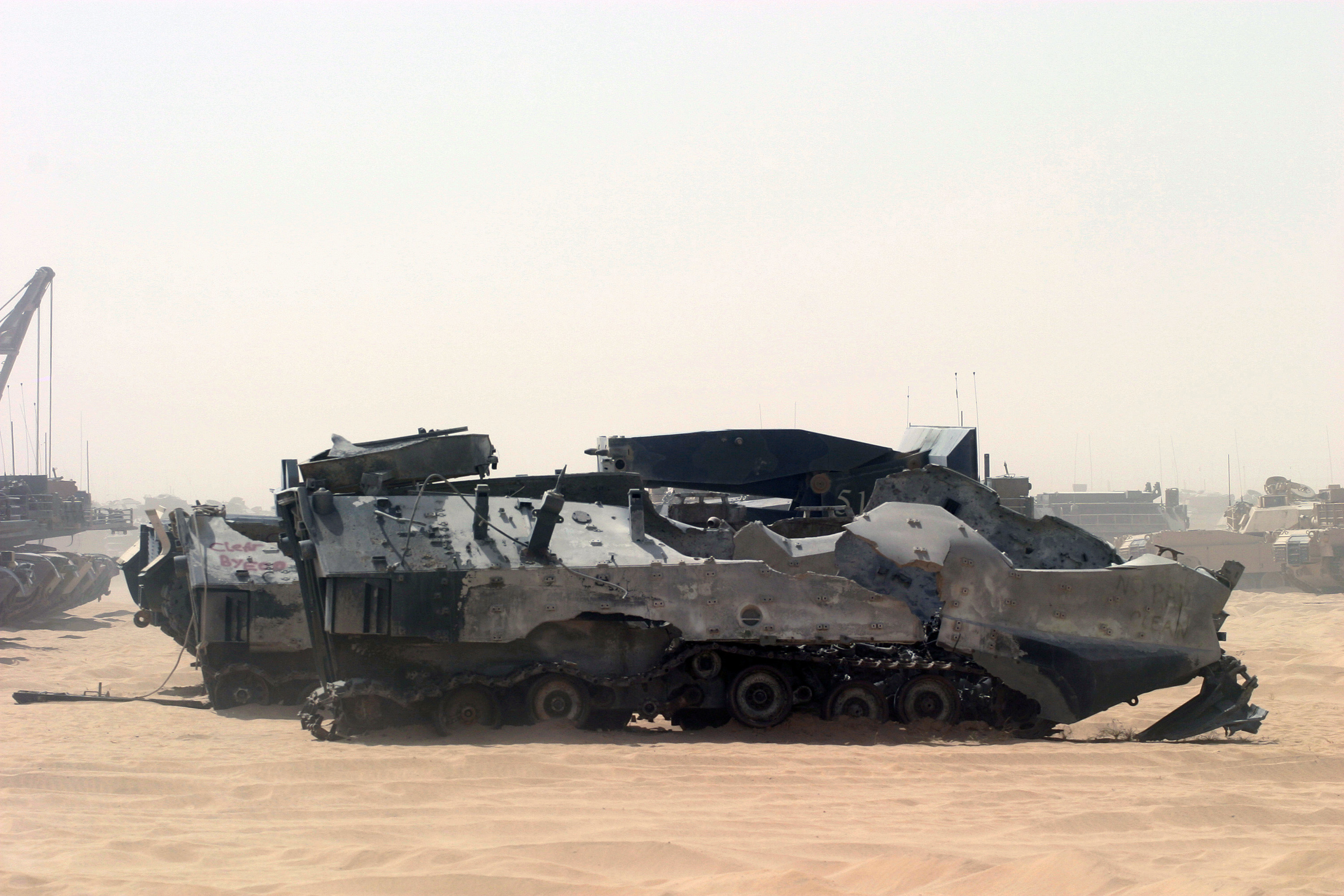
Amerikanskt pansarskyttefordon i Irak efter vådabekämpning

Vådabekämpning (engelska: friendly fire) är ett vapenbegrepp för att bemärka vapenverkan som av misstag träffar avsändarens egna kamrater, material, civila eller dito. Begreppet är vanligt inom det militära, polisiära, jakt och skytte.
En vanlig form är vådabeskjutning i form av förlupna projektiler (förlupna kulor) som avvikit från sin avsedda projektilbana och sedan träffat en egen. Orsaker är många men kan exempelvis vara krigsdimma där man på grund av dåliga informationer inte vet styrkan eller positionerna för den egna personalen och fienden. Fenomenet har flera gånger använts som ursäkt där det har varit fråga om dåliga taktiska beslut.
Soldater som slåss på okänd mark kan skapa desorientering och stress är en annan orsak. Det syntes i Vietnamkriget. Av de 58 000 dödade amerikanerna var 8 000 eller 14% ett resultat av vådabekämpning. Här kan man även till viss del skylla på krigsdimma.
Under finska vinterkriget användes mottitaktiken mot de sovjetiska trupperna. En del av den taktiken bestod av att en grupp finska soldater nattetid skidade rakt igenom motståndargrupperingarna och slängde molotovcocktails och sprängmedel mot kokvagnar och fordon. I förvirringen sköt de sovjetiska soldaterna på allt som rörde sig, oftast sina egna då den finska gruppen försvann innan det allmänna larmet hann sätta igång. Det här är ett exempel på hur vådabekämpning kan användas till egen fördel och vittnar även om nackdelen med att vara på okänd mark utan rätt utrustning.

## Exempel

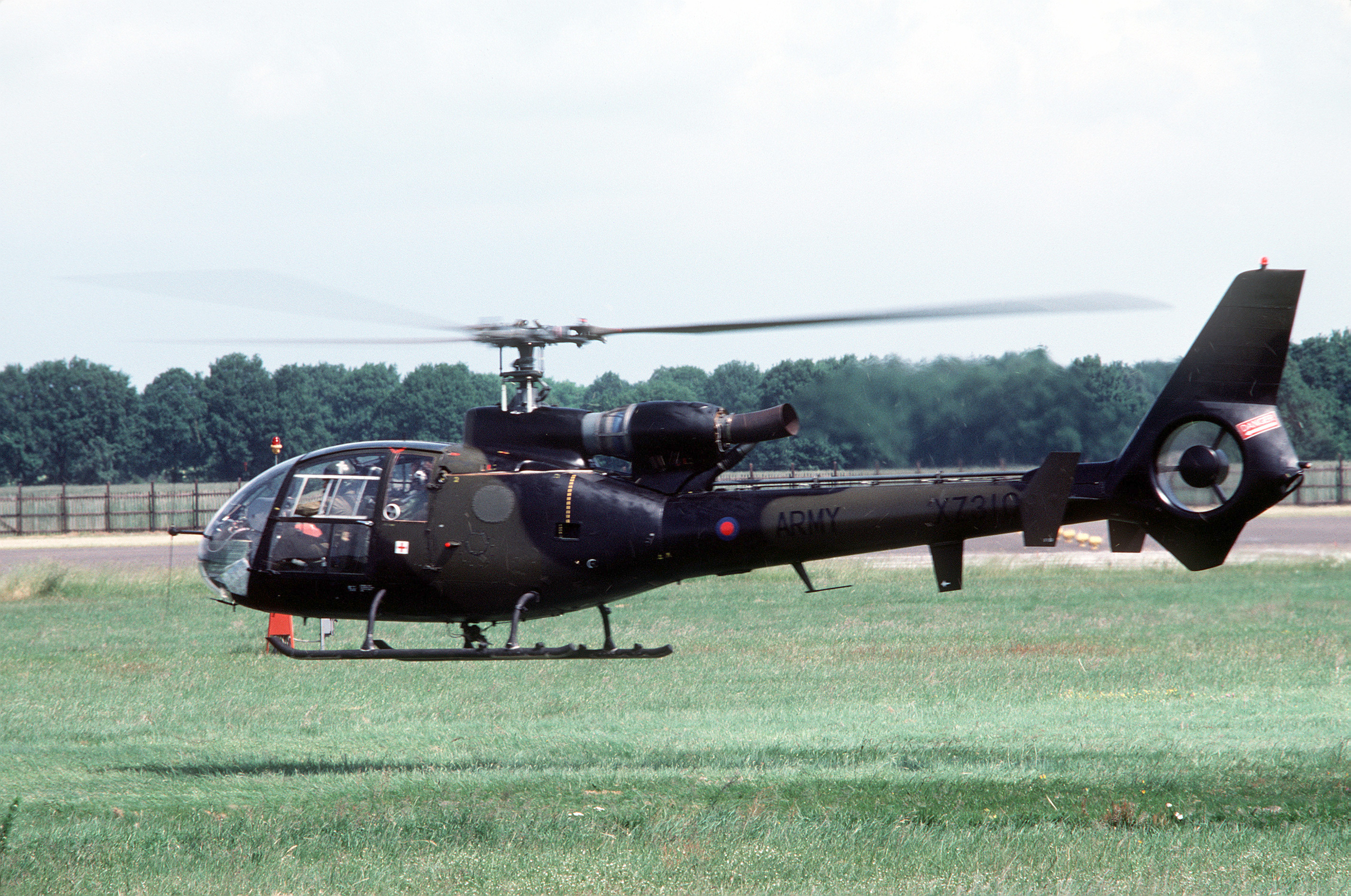
En brittisk Gazellehelikopter identisk med den som sköts ned under Falklandskriget

- 1461 vid slaget vid Towton gjorde blåsten att pilarna ibland slog ner bland de egna likaväl som fienden.
- Under slaget vid Waterloo sköt preussiskt artilleri av misstag rakt mot det brittiska allierade artilleriet som (naturligtvis) sköt tillbaka.[1]
- En vådabekämpning som skedde under Andra världskriget var när ett tyskt Heinkelbombplan träffade och sänkte jagaren Lebercht Maas under ett nattligt anfall.[3] Flygplansbesättningen trodde nämligen de såg allierade fraktfartyg och bestämde sig för att slå ut dessa.
- 1942 på ön Kiska i Alaska sköt amerikaner och kanadensare på varandra i dimman. Japanerna som var målet hade då redan försvunnit därifrån.
- Vid slaget om Hamburger Hill 1969 dödades två och 35 sårades när amerikanska attackhelikoptrar anföll sina egna ställningar i tron att det var vietnameser.
- Under Falklandskriget 1982 sköts den brittiska Gazellehelikoptern XX377 ned med två Sea Dart-robotar från eget luftvärn.
- 2007 dödades två danska soldater i Afghanistan när brittiskt flyg av misstag bombade deras ställningar.[4]

## Lösningar

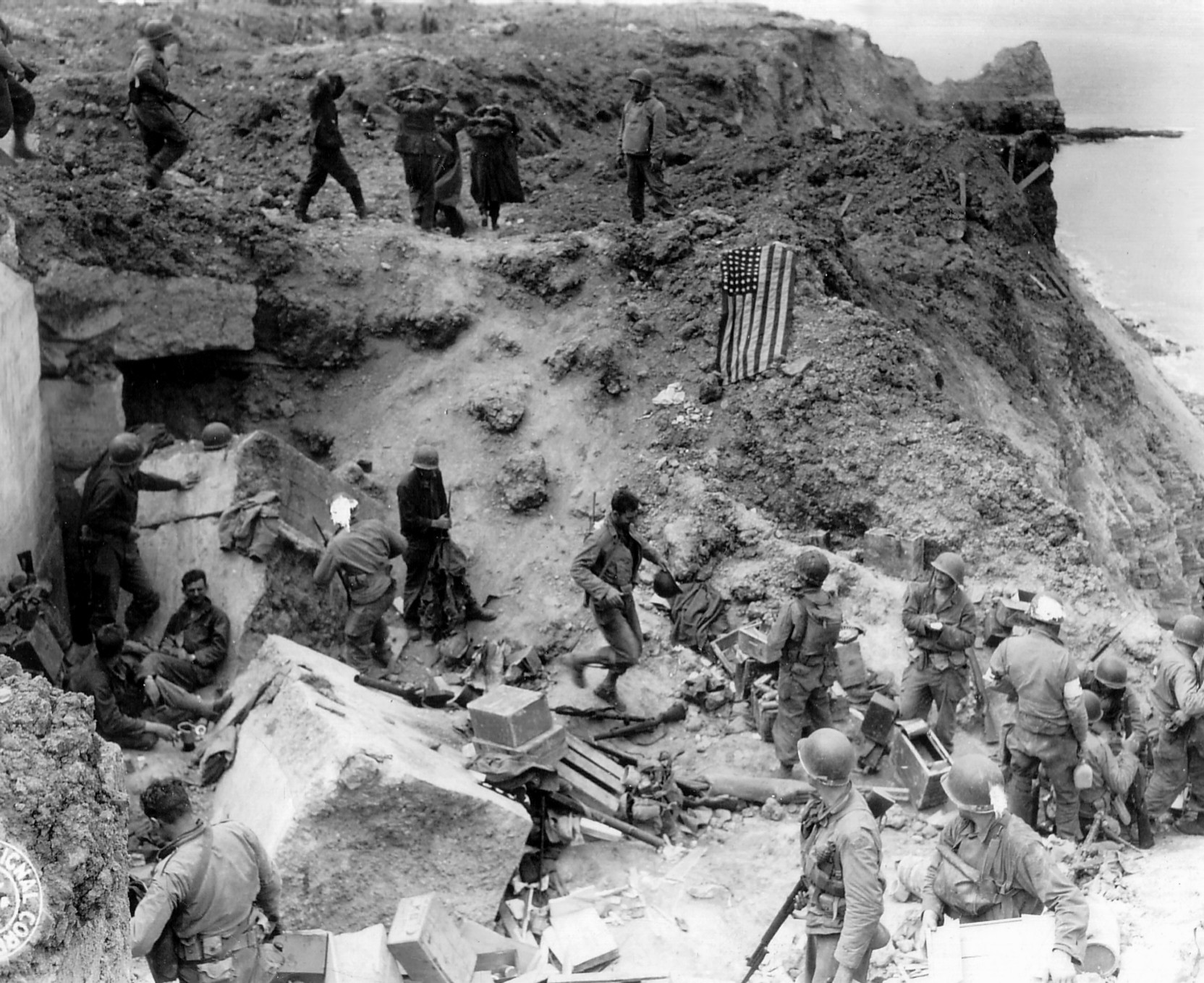
Point du Hoc på Dagen D. Flaggan har placerats på sluttningen för att undvika vådabekämpning av eget artilleri

Vådabekämpning är något som ingen önskar och därför har man sökt och söker fortfarande metoder för att undvika detta. Gemensamma uniformer har varit en lösning. Under Dagen D använde vissa amerikanska stridsgrupper som luftlandsattes på natten ett litet föremål, en barnleksak, som avgav ett metalliskt klick. Ett klick skulle besvaras med två klick och tvärtom. 
Modern teknik kan också hjälpa till. Genom GPS minskar man riskerna med desorientering. System med infraröda lasrar och igenkänningstecken som syns bara vid vissa ljusvågslängder gör igenkännandet av egen trupp lättare.
Den mänskliga faktorn övas bort med skjutövningar där det ibland dyker upp mål som man inte ska skjuta på. Man lär sig även till exempel känna igen sina egna stridsvagnars och flygplans visuella kännetecken.